# Vasili Serguéyevich Arjípov
Vasili Serguéyevich Arjípov (en ruso: Васи́лий Серге́евич Архи́пов; 29 de diciembre de 1906 – 13 de junio de 1985) fue un oficial soviético de las tropas de tanques del Ejército Rojo que fue galardonado dos veces con el título de Héroe de la Unión Soviética por sus acciones en la Guerra de Invierno y la Segunda Guerra Mundial. Ascendió al rango de coronel general durante la Guerra Fría.
Por su liderazgo de una compañía de tanques del 112.º Batallón de Tanques de la 35.ª Brigada de Tanques Ligeros en la Guerra de Invierno, donde fue galardonado con el título de Héroe de la Unión Soviética. Estuvo al mando de la 53.ª Brigada de Tanques de la Guardia desde el verano de 1943 y recibió su segunda Estrella de Oro por su liderazgo de la brigada en la Ofensiva del Vístula-Óder. Después de la guerra, comandó la 6.ª División de Tanques de la Guardia, las fuerzas blindadas del Distrito Militar de Turquestán y el 1.er Ejército de la Guardia. Terminó su carrera como asesor del Ejército Popular Nacional de la Alemania Oriental.

## Biografía

### Infancia y juventud
Vasili Arjípov nació el 29 de diciembre de 1906 en el seno de una familia de campesinos rusos, en Tiuntniari, una pequeña localidad rural situada en la Gobernación de Perm (ahora  en el raión de Argayashski en el óblast de Cheliábinsk en Rusia), entonces parte del Imperio ruso. Trabajó como pastor mientras cursaba la escuela primaria, que completó en 1921. Después, se convirtió en aprendiz en un taller de arneses y en obrero en un molino en Cheliábinsk entre 1921 y 1924. Hasta 1927, trabajó como obrero en los hornos de carbón Verjneklimsk, cerca de la ciudad de Zlatoúst, luego se convirtió en trabajador manual en una central hidroeléctrica en Cheliábinsk.
Fue reclutado por el Ejército Rojo en noviembre de 1928, donde sirvió en la 24.ª División de Fusileros. En 1929, de graduó en la escuela del 70.º Regimiento de Fusileros de la división en Vínnitsa y se convirtió en líder de escuadrón, asistente del comandante de pelotón y comandante de pelotón del regimiento. A principios de la década de 1930, fue trasferido al 24.º Batallón de Tanques  de la división para servir como comandante de pelotón de tanques y como subjefe de la escuela de personal del batallón. En 1931, se graduó en los Cursos de Capacitación para Comandantes de Pelotón en la Escuela de Infantería de Odesa y en los Cursos de Reciclaje del Personal de Comando del Distrito Militar de Ucrania en Zhitómir un año después. Hasta diciembre de 1937 se desempeñó como comandante de un batallón de tanques, secretario de la oficina del Partido y 
En agosto de 1938, se graduó en los cursos de mejora del personal de comando blindado de Leningrado. En septiembre de 1938, se desempeñó como comandante de compañía en el batallón de entrenamiento de tanques de la 11.ª Brigada de Tanques Independiente y, posteriormente, como comandante de compañía en la 112.ª Brigada de Tanques Independiente del Batallón de la 35.ª Brigada de Tanques Ligeros. Luchó en la Guerra de Invierno con la brigada, y por su coraje en el avance contra la Línea Mannerheim Arjípov, entonces capitán, fue nombrado Héroe de la Unión Soviética y recibió la Orden de Lenin el 21 de marzo de 1940. Estuvo al mando del 108.º Batallón de Tanques Independiente de la brigada desde octubre de 1940 y en mayo de 1941 fue asignado al mando del batallón de reconocimiento de la 43.ª División de Tanques, estacionada en el Distrito Militar Especial de Kiev.

### Segunda Guerra Mundial
Desde el comienzo de la invasión alemana de la Unión Soviética, el 22 de junio de 1941, Arjípov luchó en la batalla de Brody y en la batalla de Kiev. Desde agosto estuvo al mando del 10.º Regimiento de Tanques de la 10.ª Brigada de Tanques, y en diciembre se convirtió en subcomandante de la brigada. En abril de 1942, fue nombrado comandante de la 109.ª Brigada de Tanques, que se formó en Vorónezh, la dirigió como parte del 16.º Cuerpo de Tanques del Frente de Briansk en una serie de batallas defensivas al oeste de Livny durante junio y julio, durante estas batallas estuvo rodeada durante tres días. A mediados de agosto, la 109.º Brigada fue reubicada en el Frente de Stalingrado, donde participó en varios contraataques contra las tropas alemanas que se habían abierto paso hacia el Volga al noroeste de Stalingrado en la zona de Kotluban (óblast de Volvogrado), combatió junto con el 1.er Ejército de la Guardia, luego tomó posiciones defensivas en el sector. Con el comienzo de la Operación Urano, la brigada luchó en el sector Vertiachi. En enero de 1943, la brigada fue enviada al Frente Central, donde luchó en varios ataques ofensivo hacia Fatezh y Krasny Sevsk.
En agosto de 1943, Arjípov, entonces coronel, completó los Cursos Académicos de Perfeccionamiento Técnico en la Academia Militar de las Fuerzas Blindadas y Mecanizadas y fue nombrado comandante de la 53.ª Brigada de Tanques de la Guardia del 6.º Cuerpo de Tanques de la Guardia, al mando del cual permaneció el resto de la guerra, inicialmente estaba integrado en el Frente de Vorónezh (el 20 de octubre fue renombrado como Primer Frente Ucraniano). A finales de 1943, la brigada luchó en la Segunda Batalla de Kiev y la ofensiva de Zhitómir-Berdichev, donde la brigada fue galardonada con la Orden de la Bandera Roja por sus acciones, mientras que Arjípov recibió la Orden de Kutúzov de 2.do grado, el 10 de enero de 1944. En la primavera de 1944, la brigada se distinguió en la ofensiva de Proskurov-Chernivts, donde fue nuevamente galardonada, en este caso, con la Orden de Bohdán Jmelnitski de 2.do  grado. En el verano, Arjípov dirigió la brigada en la Ofensiva Leópolis-Sandomierz, durante la cual participó en la captura de las localidades de Yavoriv, Sudova Vyshnia y Przemyśl, cruzó los ríos San, Wisłok y Vístula y luchó en la expansión y control de la cabeza de playa de Sandomierz como parte del destacamento avanzado del cuerpo. Por su liderazgo durante la ofensiva, recibió el título de Héroe de la Unión Soviética y la Orden de Lenin por segunda vez el 23 de septiembre de 1944.
En 1945, la brigada luchó en la Ofensiva de Sandomierz-Silesia, la Ofensiva de Baja Silesia (ambas parte de la ofensiva del Vítula-Óder), la batalla de Berlín y, finalmente, en la batalla de Praga. Por sus acciones de combate en Polonia y Berlín, la 53.ª Brigada de Tanques de la Guardia recibió la Orden de Lenin, y la Orden de Suvórov de 2.ª clase y, por su parte, su comandante, Arjipov, recibió la Orden de la Bandera Roja el 17 de enero y el 9 de junio.

### Posguerra
Después del final de la guerra, el cuerpo se reorganizó en la 6.ª División de Tanques de la Guardia y Arjipov se convirtió en su comandante adjunto en agosto, ya que sirvió con el Grupo Central de Fuerzas y luego con el Grupo de Fuerzas Soviéticas en Alemania. Desde mayo de 1946 estuvo al mando de la división, que se redujo al 6.º Regimiento de Tanques de la Guardia en noviembre. En diciembre de 1950, después de graduarse en los Cursos Académicos Superiores de la Academia Militar del Estado Mayor de las Fuerzas Armadas de la URSS, fue nombrado comandante de las Fuerzas Blindadas y Mecanizadas del Distrito Militar de Turquestán. En enero de 1954, se convirtió en subcomandante en jefe de las fuerzas del distrito para equipo de tanques y jefe de la dirección blindada del distrito. Desde julio de ese mismo año se desempeñó como subcomandante en jefe de las fuerzas del distrito y jefe de su Dirección de Entrenamiento de Combate.
En abril de 1958, fue asignado a comandar el 1.er Ejército Independiente en Constanza (Rumanía), en agosto, comandante del 1.er Ejército de Guardias (en el Distrito Militar de Kiev) y en mayo de 1960 se convirtió en el primer comandante en jefe adjunto del Distrito Militar de Siberia. Desde septiembre de 1961 fue asesor militar principal del comandante de distrito militar del Ejército Popular Nacional de Alemania Oriental.
Ascendió al rango militar de coronel general de las fuerzas de tanques el 22 de febrero de 1963, fue trasladado a la reserva debido a una enfermedad en julio de 1971 y murió en Moscú el 13 de junio de 1985, donde fue enterrado en el cementerio de Kúntsevo.

## Promociones
- Mayor general de las Tropas Blindadas (20 de abril de 1945)
- Teniente general de las Tropas Blindadas (31 de marzo de 1954)
- Coronel general de las Tropas Blindadas (22 de febrero de 1963).[4]

## Condecoraciones
A lo largo de su carrera militar Vasili Arjípov fue galardonado con las siguientes condecoraciones
Unión Soviética
- Héroe de la Unión Soviética, dos veces (N.º 438; 21 de marzo de 1940 y N.º 4642; 23 de septiembre de 1944)
- Orden de Lenin, tres veces (21 de marzo de 1940, 30 de diciembre de 1956 y 31 de octubre de 1967)
- Orden de la Revolución de Octubre (28 de diciembre de 1976)
- Orden de la Bandera Roja, cinco veces (15 de enero de 1940, 7 de diciembre de 1941, 17 de enero de 1945, 9 de junio de 1945 y 20 de junio de 1949)
- Orden de Kutúzov de 2.do grado (10 de enero de 1944)
- Orden de la Guerra Patria de 1.er grado (11 de marzo de 1985)
- Orden de la Estrella Roja (3 de noviembre de 1944)
- Medalla por el Servicio de Combate
- Medalla Conmemorativa por el Centenario del Natalicio de Lenin
- Medalla por la Defensa de Stalingrado (1942)
- Medalla por la Defensa de Kiev
- Medalla por la Victoria sobre Alemania en la Gran Guerra Patria 1941-1945 (9 de mayo de 1945)
- Medalla Conmemorativa del 20.º Aniversario de la Victoria en la Gran Guerra Patria de 1941-1945 (1965)
- Medalla Conmemorativa del 30.º Aniversario de la Victoria en la Gran Guerra Patria de 1941-1945 (1975)
- Medalla Conmemorativa del 40.º Aniversario de la Victoria en la Gran Guerra Patria de 1941-1945 (1985)
- Medalla por la Conquista de Berlín (1945)
- Medalla por la Liberación de Praga
- Medalla de Veterano de las Fuerzas Armadas de la URSS
- Medalla del 30.º Aniversario de las Fuerzas Armadas de la URSS
- Medalla del 40.º Aniversario de las Fuerzas Armadas de la URSS
- Medalla del 50.º Aniversario de las Fuerzas Armadas de la URSS
- Medalla del 60.º Aniversario de las Fuerzas Armadas de la URSS
- Medalla Conmemorativa del 1500.º Aniversario de Kiev

Otros países
- Orden de la Cruz de Grunwald (Polonia)
- Medalla por el Oder, Neisse y el Báltico (Polonia)
- Medalla de la Victoria y la Libertad 1945 (Polonia)
- Cruz de la Guerra de Checoslovaquia (1939 - 1945) (Checoslovaquia)
- Medalla por Valentía Ante el Enemigo (Checoslovaquia)
- Orden Patriótica del Mérito de 1.er grado (República Democrática Alemana)